# DS-39
DS-39 (ryska: Дегтярёва Станковый образца 1939 года, Degtjarova Stankovij obraztsa 1939 goda, ungefär "Degtjarovs lavett[-kulspruta] modell 1939") var den tilltänkta ersättaren till den åldrande Sovjetiska PM1910 och produktionen började i Tula-fabriken i slutet av 1939.
Mekanismen var utvecklad av den kända vapenutvecklaren Vasilij Degtjarov som även designat PPD-kpisten, DSjK, PTRD och den så kallade Degtjarovkulsprutan, men efter att DS-39 tagits i bruk visade sig matningen ha svårlösta problem. De våldsamma krafterna visade sig bland annat kunna få en tung kula att lossna ifrån sin hylsa och tomhylsor blev ofta oacceptabelt tilltygade. Att vapnet använde sin föregångares omoderna patronband i tyg kan också ha bidragit till problemen. När axelmakterna 1941 invaderade beslutades att den beprövade men mindre praktiska Maximen skulle börja tillverkas igen, och när Degtjarov väl hade löst de tekniska problemen vann istället den nyutvecklade SG-43 som den nya kulsprutan för sovjets väpnade styrkor.